# Freestyle-Skiing-Weltcup 1980
Die Saison 1980 war die erste Saison des von der Fédération Internationale de Ski (FIS) veranstalteten Freestyle-Skiing-Weltcups. Sie begann am 7. Januar 1980 in Poconos und endete am 30. März 1980 in Whistler. Ausgetragen wurden Wettbewerbe in den Disziplinen Aerials (Springen), Moguls (Buckelpiste), Skiballett und in der Kombination.

## Männer

### Weltcupwertungen
| Rang | Name             | Punkte |
| ---- | ---------------- | ------ |
| 1.   | Greg Athans      | 270    |
| 2.   | Scott Brooksbank | 228    |
| 3.   | Rick Bowie       | 227    |
| 4.   | Frank Beddor     | 222    |
| 5.   | John Eaves       | 202    |
| 6.   | Franz Garhammer  | 173    |
| 7.   | Murray Cluff     | 166    |
| 8.   | Steve Rezendes   | 163    |
| 9.   | Peter Judge      | 149    |
| 10.  | Bruce Bolesky    | 140    |

| Rang | Name              | Punkte |
| ---- | ----------------- | ------ |
| 1.   | John Eaves        | 96     |
| 2.   | Jean Corriveau    | 91     |
| 3.   | Mike Nemesvary    | 85     |
| 4.   | Freddy Wirth      | 83     |
| 5.   | Rick Bowie        | 80     |
| 5.   | Dominique LaRoche | 80     |
| 7.   | Kevin Dunn        | 74     |
| 8.   | Craig Clow        | 64     |
| 9.   | Michael Fischmann | 63     |
| 10.  | Bruce Eaves       | 61     |

| Rang | Name            | Punkte |
| ---- | --------------- | ------ |
| 1.   | Greg Athans     | 93     |
| 2.   | Bill Keenan     | 82     |
| 3.   | Sigi Innauer    | 72     |
| 3.   | Nano Pourtier   | 72     |
| 5.   | Craig Sabina    | 66     |
| 6.   | Frank Beddor    | 65     |
| 7.   | Murray Cluff    | 61     |
| 8.   | Steve Rezendes  | 60     |
| 9.   | Franz Garhammer | 58     |
| 10.  | Bruce Bolesky   | 57     |

| Rang | Name                 | Punkte |
| ---- | -------------------- | ------ |
| 1.   | Bob Howard           | 100    |
| 2.   | Ernst Garhammer      | 92     |
| 3.   | Lance Lana           | 82     |
| 4.   | Steve Rechtschaffner | 78     |
| 5.   | Ian Edmondson        | 77     |
| 6.   | Greg Athans          | 74     |
| 7.   | Scott Brooksbank     | 73     |
| 8.   | Frank Beddor         | 71     |
| 9.   | Randy Bartsch        | 62     |
| 10.  | Franz Garhammer      | 60     |

| Rang | Name             | Punkte |
| ---- | ---------------- | ------ |
| 1.   | Greg Athans      | 58     |
| 2.   | Rick Bowie       | 52     |
| 2.   | Scott Brooksbank | 52     |
| 4.   | Frank Beddor     | 40     |
| 4.   | Murray Cluff     | 40     |
| 6.   | Franz Garhammer  | 35     |
| 7.   | John Eaves       | 33     |
| 8.   | Bruce Bolesky    | 31     |
| 9.   | Peter Judge      | 28     |
| 10.  | Steve Rezendes   | 26     |

### Podestplatzierungen

#### Moguls
| Datum          | Ort      | Disz. | 1. Platz        | 2. Platz        | 3. Platz         |
| -------------- | -------- | ----- | --------------- | --------------- | ---------------- |
| 7. Januar 1980 | Poconos  | MO    | Greg Athans     | Nano Pourtier   | Steve Rezendes   |
| 8. Januar 1980 | Poconos  | MO    | Greg Athans     | Nano Pourtier   | Stuart O’Brein   |
| 1. März 1980   | Oberjoch | MO    | Sigi Innauer    | Nano Pourtier   | Bill Keenan      |
| 12. März 1980  | Tignes   | MO    | Franz Garhammer | Frank Beddor    | Bruce Bolesky    |
| 28. März 1980  | Whistler | MO    | Sigi Innauer    | Franz Garhammer | Scott Brooksbank |

#### Skiballett
| Datum           | Ort      | Disz. | 1. Platz   | 2. Platz        | 3. Platz           |
| --------------- | -------- | ----- | ---------- | --------------- | ------------------ |
| 9. Januar 1980  | Poconos  | AC    | Bob Howard | Bob Turgeon     | Scott Brooksbank   |
| 10. Januar 1980 | Poconos  | AC    | Bob Howard | Greg Athans     | Frank Beddor       |
| 1. März 1980    | Oberjoch | AC    | Bob Howard | Ernst Garhammer | Hermann Reitberger |
| 13. März 1980   | Tignes   | AC    | Bob Howard | Ian Edmondson   | Scott Brooksbank   |
| 29. März 1980   | Whistler | AC    | Bob Howard | Ernst Garhammer | Bruce Bolesky      |

#### Aerials
| Datum           | Ort      | Disz. | 1. Platz       | 2. Platz       | 3. Platz          |
| --------------- | -------- | ----- | -------------- | -------------- | ----------------- |
| 11. Januar 1980 | Poconos  | AE    | John Eaves     | Freddy Wirth   | Jean Corriveau    |
| 12. Januar 1980 | Poconos  | AE    | Craig Clow     | John Eaves     | Mike Nemesvary    |
| 2. März 1980    | Oberjoch | AE    | Freddy Wirth   | Jeff Chumas    | John Eaves        |
| 15. März 1980   | Tignes   | AE    | Jean Corriveau | John Eaves     | Dominique LaRoche |
| 30. März 1980   | Whistler | AE    | Craig Clow     | Jean Corriveau | Rick Bowie        |

#### Kombination
| Datum           | Ort      | Disz. | 1. Platz     | 2. Platz         | 3. Platz         |
| --------------- | -------- | ----- | ------------ | ---------------- | ---------------- |
| 11. Januar 1980 | Poconos  | CO    | Greg Athans  | Scott Brooksbank | Rick Bowie       |
| 12. Januar 1980 | Poconos  | CO    | Greg Athans  | Frank Beddor     | Scott Brooksbank |
| 2. März 1980    | Oberjoch | CO    | Frank Beddor | John Eaves       | Greg Athans      |
| 15. März 1980   | Tignes   | CO    | Greg Athans  | Rick Bowie       | Scott Brooksbank |
| 30. März 1980   | Whistler | CO    | Murray Cluff | Rick Bowie       | John Eaves       |

## Frauen

### Weltcupplatzierungen
| Rang | Name            | Punkte |
| ---- | --------------- | ------ |
| 1.   | Stephanie Sloan | 82     |
| 2.   | Lauralee Bowie  | 58     |
| 3.   | Hedy Garhammer  | 55     |
| 4.   | Susi Schmidl    | 44     |
| 5.   | Renée Lee Smith | 39     |
| 6.   | Janice Reid     | 33     |
| 7.   | Jan Bucher      | 32     |
| 8.   | Lisa Downing    | 30     |
| 9.   | Hilary Engisch  | 29     |
| 10.  | Kay Kucera      | 26     |
| 10.  | Christine Rossi | 26     |

| Rang | Name            | Punkte |
| ---- | --------------- | ------ |
| 1.   | Lauralee Bowie  | 29     |
| 2.   | Susi Schmidl    | 26     |
| 3.   | Mary Beddor     | 20     |
| 4.   | Stephanie Sloan | 19     |
| 5.   | Renée Lee Smith | 18     |
| 5.   | Lisa Downing    | 18     |
| 7.   | Janice Reid     | 11     |
| 8.   | Sue Boyd        | 10     |
| 9.   | Hedy Garhammer  | 8      |
| 10.  | Linda Lemieux   | 7      |

| Rang | Name            | Punkte |
| ---- | --------------- | ------ |
| 1.   | Hilary Engisch  | 29     |
| 2.   | Kay Kucera      | 26     |
| 2.   | Stephanie Sloan | 26     |
| 4.   | Hedy Garhammer  | 17     |
| 5.   | Lisa Downing    | 10     |
| 6.   | Susi Schmidl    | 9      |
| 6.   | Renée Lee Smith | 9      |
| 8.   | Erika Gallizzi  | 7      |
| 8.   | Greta Pauslen   | 7      |
| 8.   | Janice Reid     | 7      |

| Rang | Name            | Punkte |
| ---- | --------------- | ------ |
| 1.   | Jan Bucher      | 32     |
| 2.   | Christine Rossi | 26     |
| 3.   | Jutta Pöllein   | 21     |
| 4.   | Stephanie Sloan | 19     |
| 5.   | Hedy Garhammer  | 17     |
| 6.   | Kathy Wagner    | 15     |
| 7.   | Lauralee Bowie  | 10     |
| 8.   | Janice Reid     | 7      |
| 9.   | Monika Fügmann  | 6      |
| 9.   | Sue Boyd        | 6      |

| Rang | Name            | Punkte |
| ---- | --------------- | ------ |
| 1.   | Stephanie Sloan | 18     |
| 2.   | Lauralee Bowie  | 13     |
| 2.   | Hedy Garhammer  | 13     |
| 4.   | Susi Schmidl    | 9      |
| 5.   | Janice Reid     | 8      |
| 6.   | Renée Lee Smith | 7      |
| 7.   | Lisa Downing    | 2      |
| 7.   | Sue Boyd        | 2      |
| 9.   | Jutta Pöllein   | 1      |
| 9.   | Kathy Wagner    | 1      |

### Podestplatzierungen

#### Moguls
| Datum          | Ort      | Disz. | 1. Platz       | 2. Platz        | 3. Platz        |
| -------------- | -------- | ----- | -------------- | --------------- | --------------- |
| 7. Januar 1980 | Poconos  | MO    | Kay Kucera     | Lisa Downing    | Hedy Garhammer  |
| 8. Januar 1980 | Poconos  | MO    | Hilary Engisch | Stephanie Sloan | Hedy Garhammer  |
| 1. März 1980   | Oberjoch | MO    | Hilary Engisch | Erika Gallizzi  | Stephanie Sloan |
| 12. März 1980  | Tignes   | MO    | Kay Kucera     | Stephanie Sloan | unbekannt       |
| 28. März 1980  | Whistler | MO    | Hilary Engisch | Kay Kucera      | Stephanie Sloan |

#### Skiballett
| Datum           | Ort      | Disz. | 1. Platz   | 2. Platz        | 3. Platz        |
| --------------- | -------- | ----- | ---------- | --------------- | --------------- |
| 9. Januar 1980  | Poconos  | AC    | Jan Bucher | Stephanie Sloan | Susi Schmidl    |
| 10. Januar 1980 | Poconos  | AC    | Jan Bucher | Stephanie Sloan | Christine Rossi |
| 1. März 1980    | Oberjoch | AC    | Jan Bucher | Christine Rossi | unbekannt       |
| 13. März 1980   | Tignes   | AC    | Jan Bucher | Christine Rossi | unbekannt       |
| 29. März 1980   | Whistler | AC    | Jan Bucher | Christine Rossi | unbekannt       |

#### Aerials
| Datum           | Ort      | Disz. | 1. Platz        | 2. Platz        | 3. Platz       |
| --------------- | -------- | ----- | --------------- | --------------- | -------------- |
| 11. Januar 1980 | Poconos  | AE    | unbekannt       | Stephanie Sloan | Lauralee Bowie |
| 12. Januar 1980 | Poconos  | AE    | Renee Lee Smith | Stephanie Sloan | Lisa Downing   |
| 2. März 1980    | Oberjoch | AE    | Lauralee Bowie  | unbekannt       | Mary Beddor    |
| 15. März 1980   | Tignes   | AE    | Mary Beddor     | Lauralee Bowie  | unbekannt      |
| 30. März 1980   | Whistler | AE    | Lauralee Bowie  | Renee Lee Smith | Mary Beddor    |

#### Kombination
| Datum           | Ort      | Disz. | 1. Platz        | 2. Platz        | 3. Platz        |
| --------------- | -------- | ----- | --------------- | --------------- | --------------- |
| 11. Januar 1980 | Poconos  | CO    | Stephanie Sloan | Lauralee Bowie  | Renee Lee Smith |
| 12. Januar 1980 | Poconos  | CO    | Stephanie Sloan | Renee Lee Smith | Lauralee Bowie  |
| 2. März 1980    | Oberjoch | CO    | Stephanie Sloan | unbekannt       | Janice Reid     |
| 15. März 1980   | Tignes   | CO    | unbekannt       | unbekannt       | Janice Reid     |
| 30. März 1980   | Whistler | CO    | unbekannt       | Lauralee Bowie  | Stephanie Sloan |